# Carthamus
Carthamus là một chi thực vật có hoa trong họ Cúc (Asteraceae).

## Loài
Chi Carthamus gồm các loài: